# Мехмед I
Мехмед I (тур. I. Mehmed; звани Кириџија, и Челеби — Учењак, око 1381 — 26. мај 1421), турски султан 1413—1421. Четврти син султана Бајазита I и Девлет Хатун, борио се са својом браћом за контролу над османским царством у османском Интерегнуму (1402–1413).
Полазећи од провинције Рум, успео је да прво под своју контролу стави Анадолију, а затим и европске територије (Румелију, односно Бaлкан), окупљајући Отоманску државу до 1413. године, и владајући њоме до његове смрти 1421. године. Прозван као „Обнављач“, поново успоставља централну власт у Анадолији, а османско присуство у Европи проширио освајањем Влашке 1415. Венеција је уништила његову флоту код Галипоља 1416. године, а Османлије потом губе поморски рат.

## Младост
Мехмед је рођен 1386. или 1387. године као четврти син султана Бајазита I (р. 1360–1402) и једне од његових супруга, робиње Девлет Хатун. По османским обичајима, када је достигао адолесценцију 1399. године, послат је да стекне искуство као провинцијски гувернер над Рум Ејалетом (централна северна Анадолија), недавно освојеним од његових Еретнидских владара.
Турко-монголски освајач и владар, Тимур, је 20. јула 1402. његовог оца Бајазита победио у бици код Анкаре. Браћа (са изузетком Мустафе, који је заробљен и одведен заједно са Бајазитом у Самарканд) спашена су са бојног поља, Мехмеда спасивши Бајазит-паша који га је одвео у његов родни град Амасију. Мехмед је касније Бајазит-пашу учинио својим великим везиром (1413–1421).
Рано Османско царство није имало регулисано сукцесију, а према турској традицији, сваки син је могао наследити свог оца. Од Мехмедове браће, најстарији, Ертугрул, умро је 1400. године, док је следећи по реду, Мустафа, био затвореник Тимура. Остављајући по страни малолетну браћу и сестре, ово је оставило четири принца - Мехмеда, Сулејмана, Ису и Мусу, да се боре око контроле над преосталим османским територијама у грађанском рату познатом као „османски интерегнум“. У савременој историографији ове принчеве обично називају насловом Челеби, али у савременим изворима, титула је резервисана за Мехмеда и Мусу.
Током раног међувремена, Мехмед Челеби се понашао као Тимуров вазал. Поред осталих принчева, Мехмед је ковао новчиће које се Тимурово име појавило као „Демур хан Гурган“ (تيمور خان كركان), заједно са својим као „Мехмед бин Бајазит хан“ (محمد بن بايزيد خان). Ово је вероватно био покушај Мехмеда да Тимуру оправда његово освајање Бурсе након битке на Улубаду. Након што се Мехмед утврдио у Руму, Тимур је већ започео припреме за повратак у Централну Азију и није предузимао даље кораке да се умеша у статус кво у Анадолији.

## Султан Анадолије

### Сукоб са Сулејманом
Сулејман је био пијанац, страсно одат пићу и у извесним часовима потпуно неурачунљив. Желећи да прошири своју моћ и у Малој Азији дошао је у сукоб и с Мехмедом и Мусом. Браћа су брзо пренела брзо борбу у Европу, али Мехмед је у тим борбама мало учествовао и његово учешће у тим борбама је била скроз небитно. Уплашени Сулејман је на крају покушао да се спасе у Цариград, али је на бегу био ухваћен и удављен (у фебруару 1411). Кад се дочепао власти, Муса је променио своје држање према савезницима: ушао је у сукоб с Мехмедом, запретио српском деспоту Стефану Лазаревићу и у исто време запретио и Византији, тражећи од ње велике уступке.

### Султан Орхан
Византијски цар Манојло, у невољи, обратио се Мехмеду у Азији и понудио му савез. За сваки случај, желећи да Турке забави међусобном борбом, хтео је прогласити за новог султана Сулејмановог сина Орхана, па га је послао у Селимврију. Муса је одмах пожурио да заузме тај град, водећи са собом и свог савезника, српског племића Ђурђа Бранковића као главног претендента против Стефана. Знајући за то, а можда и у каквој тајној вези са Византијом, Стефан је кренуо с војском на источну страну. Ушао је у пиротску област и почео освајања. Муси није могло бити у интересу да уз толике непријатеље добије као отвореног противника још и српског деспота и стога му понуди преговоре. Бојећи се, да као цена тих преговора не падне његова глава, а изгубивши и иначе веру у превртљивог и напраситог Мусу, Ђурађ намисли да се сам, преко мајке, измири са ујаком. Можда му је синуло пред очима, да сва та његова политика породичне освете не води у ствари никаквој његовој користи, а доприноси општем расулу, а свакако му је било и додијало то унижавајуће потуцање и удвориштво. Муса је нешто или начуо о том или је приметио неке промене код Ђурђа. Стога покуша да га отрује. Кад је добио отров Ђурађ му је брзо осетио дејство, па је употребио за времена лек и спасао се. Одмах потом, инсцениравши узбуну, пребеже са својим људима у Селимврију, тамошњим Грцима и Орхану.
Орхан и Ђурађ, помагани од Византије, почеше да спремају устанке на више страна. Није остао неактиван ни деспот Стефан, који је хтео да се користи овим турским нередима. У ђустендилском и скопљанском крају турски заповедници с тих страна напустише Мусу и придружише се Стефану. Али овај није помагао Орхана и његову акцију, него за новог султана истакну Дауда Сауџијева, турског принца и емирског рођака, и крену војску да га помаже. Да се освети деспоту ударио је Муса изненада, почетком зиме 1412, на Србију. Опленио је врањски крај и напао Ново Брдо, али је ту био одбијен, захваљујући, међу осталим, и борбеном отпору дубровачких трговаца тога града. Кад је чуо да стиже граду у помоћ сам деспот Муса га није хтео сачекати, јер је желео да сачува снагу за опасније борбе. За то време, имајући Солун као базу, Орхан је припремао против њега велику акцију. Али је Муса био бржи и одлучнији. Његова војска сломила је брзо противника, а издајом је пао Муси у руке сам Орхан, који је, за казну, био ослепљен. Муса је покушао да освоји и Солун, али му то није пошло за руком. У Солуну се тад налазио и Ђурађ Бранковић. После Орханова слома, у многом пречишћен и са богатим искуствима, Ђурађ се решио да се врати у Србију и измири са ујаком. Стефан га је примио срдачно и дао му, од првог дана, видан и угледан значај.

## Турски султан

### Долазак на престо
Почетком 1413. године продро је султан Муса у деспотову државу. Непосредан повод за напад, сем жеље за осветом због Стефанова и Ђурђева држања, дало му је то, што се одметнуо од њега Хамза, господар градова Сврљига и Сокоца, и пришао Србима. Муса је ишао на Србију дубоко киван, са намером да је скрха и онеспособи за даље акције. Хтео је чак да у њу, после победе, доведе нове турске досељенике и да разбије српску етничку целину. Савладавши Хамзу у Сокоцу он је одмах дао да се премести српско становништво одавде на друге територије. Кад је упао на деспотово подручје освојио је читав низ градова Болван, Липовац, Копријан и Сталаћ. И та је сва насеља раскућио исто као и она око Тимока.
Деспот Стефан обратио се одмах за помоћ Мехмеду и осталим пријатељима. Стигоше му војвода Сандаљ, мачвански бан Иваниш Моровић и ранији одметници Мусини, а одазвао се и Мехмед. Муса је похитао да запречи спајање Мехмедове војске са Стефановом, али није успео. Мехмед га је вешто обишао и стигао у Крушевац. Из тог места кренула је савезничка војска, под деспотовим вођством, према југу и допрла је до Новог Брда. Ту се зауставише деспот, Сандаљ и Моровић, а остала војска пође и даље, вођена од Ђурђа Бранковића и Мехмеда. Одлучна борба била се под Витошем, на реци Искру, код села Чаморлу. Ђурађ Бранковић, уз кога се налазио челник Радич, "човек најхрабрији и најмудрији и који је много свршавао лепим речима", вештим ударцем с бока одлучи победу за савезнике. У турској војсци било је много незадовољства и издаје и стога је њена борбена вредност била знатно ослабљена. Поражени Муса наже у бег, али га потере стигоше и удавише 5. јула 1413. године.
Тако се завршио грађански рат и превладана је најтежа криза у Османском царству те је створена основа за нови процват османске моћи. Мехмед коначно једини остаје као следбеник већ 10 година покојног Бајазита и постаје султан јединственог царства. Церемонију устоличења одржава у граду Једрену и престоницу из Бурсе сели у Једрене. Његово преузимање престола било је обележено жељом за успостављањем мира, ипак овај предах који је Византији дао Мехмед завршио се када је на престо ступио борбени Мурат II.
Пошто је добио престо помоћу савезника Мехмед I се лепо одужио својим помагачима. Деспот доби Знепоље и град Копријан и "друге области", које се не помињу изближе. Ђурађ Бранковић, потпуно измирен са Стефаном, оженио се по други пут 1414. год. Иреном Кантакузиновом и приближио се Византији и хришћанском савезу. Све док је трајала његова владавина византијско-османски односи су остали непомућени и сам цар је био уверен у мирољубивост новог султана, који је своје снаге уложио у унутрашњу консолидацију Османског царства.

### Спољашња политика
Врховна владавина над исламским и хришћанским кнезовима у Анадолији као и на Балкану није никада доведена у питање. Тако је Мехмед I закључио мировни споразум са Венецијом. Он је имао добре и савезничке односе са византијским царем и називао га је „оцем и господарем“. Побуна једног дервишког реда била је брзо угушена.
Док је према Србији, због деспота, имао обзира, иако је знао за њене везе са Угарима, султан Мехмед није водио такву политику на другим странама. У Босни је живо и са војничким залагањем радио да пољуља дотадашњи поредак и појача свој утицај. Исто је тако поступао и у Албанији. Само, заузет у Малој Азији, султан Мухамед није дотле ниједном покушао, да на Балкану поведе офанзиву великог стила и да до краја искористи све повољне прилике, које су му се пружале.

### Хрвојев позив у помоћ
Док је Србија тако полако долазила себи Босна је све више постајала поприште огорчених личних обрачуна и грађанских ратова, у којима су људи све више долазили до уверења, да је, у задовољавању личних амбиција и прохтева, све допуштено. Изгубила се свака идеја водиља и сваки начелан став. Грабио је колико је и шта је ко могао; удруживао се с ким је ко хтео; кидисавао је на кога се коме прохтело. Етичка и морална осећања била су из основа померена.
За то време је моћни племић Хрвоје Вукчић Хрватинић био у немилости угарског краља и затражио је помоћ од Мехмеда, са којим је и раније имао везе. Под вођством Исак-бега кренули су Турци за Босну у јуну 1414, и преко Сандаљеве земље отишли су у Хрвојеву област. Ту су се разделили. Један део пође долином Босне према Дубочцу; други остаде у Ускопљу, у Хрвојевом крају; а трећи се упути преко Босанске крајине према Загребу. Сандаљ се за то време био повукао у планине и чекао развој догађаја. Један хрватски писар, Бартол Крбавац, записао је те године с огорчењем како је водио рат:
| „ | Нечастиви Хрвој з Боснами и з Бенеци и с Турки на крала угарскога Жигмунда, ки верно сташе за чест кершчанску. | ” |

### Појава Твртка II
С Турцима заједно појавио се овог пута у Босни и бивши краљ Твртко II. Он је покушао, као стари противник Угра, да помоћу Хрвоја и Турака поврати своју власт. У августу 1414. Твртко је већ стекао известан ауторитет у земљи, јер видимо да Дубровчани прете кнезу Павлу и његовим људима, да ће се том краљу потужити због пљачкања њихове стоке. Како је Твртко тек тога месеца стигао у Босну, то значи, да је странка, која му је припремила власт и помагала га, била довољно јака да га за тако кратко време и натури као господара. Легитимни краљ Остоја се, међутим, није удаљавао из земље, него се задржавао негде у планинама или у ком од тврдих градова. Да је био без правог угледа види се по том, што дубровачки трговци дозвољавају себи слободу, да му праве неприлике и што сама Република крзма да му исплати одређени данак. Држање Дубровчана најбољи је барометар за процену политичке климе у суседству, а у Босни нарочито. Остоју су подржавали Угри; у једној повељи од 1. фебруара 1415. угарски краљ Жигмунд нарочито истиче његове заслуге за мађарску круну и хришћанство у борби против Турака. У самој земљи, због присуства Турака, Остојин глас није много вредео. Његови Власи сточари нападали су, и са дубровачког земљишта, на људе војводе Сандаља, и отворено су се изјашњавали за Твртка. Турци су остали у Босни и преко зиме 1414. и држали су у својој власти многе важне кланце. Дубровчани, који су имали ићи на честитање свадбе Ђурђу Бранковићу извињавали су се за своје закашњење тим, што су Турци угрожавали пут преко Босне.

### Нови поход у пролеће 1415.
Крајем зиме и почетком пролећа 1415. стигле су у Босну нове чете Турака. Дубровник и Стон били су пуни избеглица, који су тражили спаса. Турци су проваљивали и у Крајину, до Омиша и чак до Шибеника, да тамо тобоже бране Хрвојево подручје. Хрвоја су они доиста спасли. С њиховом помоћу он се спремао да преотме Сплит и молио је Млечане, да га помогну флотом, а као цену те помоћи нудио им је Омиш. Млечани на то нису пристали, али су га помагали оружјем и другом ратном опремом. Пун поноса Хрвоје је поручивао у Дубровник како одлично стоји.

### Угарски поход против Турака у Босни
Због извесних заплета у царевини већи део турске војске био је крајем пролећа 1415. повучен из Босне. Али, ипак, босански крајеви, јављали су Дубровчани у Будим, покорни су Турцима "давајући данак господину цару турском да би се сачували." краљ Остоја није могао да предузме ништа, а војвода Сандаљ бранио се од Турака тако што се откупљивао великим поклонима. Такво стање определило је Угре, да покушају поправити положај свој и својих људи. У толико пре, што беху добили поуздане вести, да се Исак-бег у Скопљу спрема на нови поход не само на Босну, него и даље "према Западу", у Хрватску и Далмацију. Угарска војска окупљала се од средине јула под Добојем, у Усори. На велико своје изненађење они су нашли овог пута скоро све босанске великаше против себе. Измирили се беху, оба од страха, чак и Хрвоје и Сандаљ. Сви се беху сложили, да им султан потврди за краља Остоју; Твртко им није никако био по вољи. Вероватно је то компромисно решење било донесено, сем из личних момената, још и стога, да би се земљи уштедела нова пустошења. Босна је често у нужди признавала власт јачег, да је првом приликом збаци и порече. Угри се нађоше у врло тешком положају. Од босанске властеле с њима пристаде само Владислав Дубровчић, господар усорског града Ковача. Други се здружише с Турцима. Почетком августа 1415. дошло је у Усори, код Макљеновца, до тешког угарског пораза. Све њихове главне вође допадоше ропства.

### Значај угарског пораза
Овај угарски пораз представља важан датум у историји Босне и угарског положаја на Балкану уопште. Овом победом избијају Турци на први план и у тој покрајини и отпочињу припремање своје велике офанзиве. Угарски је престиж знатно пољуљан и, у ствари, Угри и на овој страни почињу прелазити у одбрану. Њихов стари замах је осетно скрхан. Босански великаши у борби против Угара и офанзивног католицизма добили су новог савезника, који је вољан да их прихвати. Традиционална политика апсолутног наслањања на Мађарску није више једина и безусловна. То отсад уноси нов и врло сложен елеменат у босанске односе. Угарско идентификовање хришћанства с католицизмом, коме су они били не само заточници него и носиоци, учинило је, да се вера почела сматрати не као дубоко уверење, него као политичка потреба. И стога та вера, често силом натурана, није ушла дубље ни у срца ни у душе. У Србији тај проблем није постојао. Организација цркве Светог Саве уткала је православље у цео државни систем и направила га једном врстом националне вере. У Србији се постављала само једна алтернатива: хришћанство или ислам, Срби или Турци. У Босни се, међутим, јављало сад све више питање: Турци или Мађари као врховни господари над широким словенским масама, које су желеле да живе саме и слободно, али којима се то, кроз цело трајање њихове прошлости, сем периода краља Твртка (1377—1391), никад није дало. Они су се стално морали повијати пред силом. Раније нису имали много избора, а кад су га имали, као између Жигмунда или Ладислава, они су јасно дали разумети да се приближују Ладиславу као бољем и као новом лицу. Надали су се од њега промени, и то промени на боље. Систем угарског притиска био им је од давнина већ и сувише добро познат и додијао. Сличан је случај био и сад. И од Турака се надало новом и бољем. Они су им то и обећавали, упућујући своју пропаганду нарочито сељаку. Властела, која је узмицала пред силом, осетила је у Турцима снагу и приступала им је постепено, нешто из страха, а нешто из рачуна. Свак ко је био незадовољан или тражио више користи употребио је сад прилику да се у борби између та два утицаја, турског и угарског, наслони на једну или на другу страну, или, по потреби и стицају прилика, час на једну, а час на другу.

### Убиство кнеза Павла Раденовића
Од ове победе Хрвоје се надао врло много. Мислио је и да поврати своју ранију власт у Сплиту и на острвима, и свој посрнули углед у Млецима и Напуљу, и свој утицај у Босни. На скупу властеле у Сутјесци, у августу те године, он је водио главну реч. Жигосан је био сам кнез Павле Раденовић. На дан 23. августа њега је на Порсној Пољани код Сутјеске, приликом удешеног излета, напала искупљена властела под вођством самог краља Остоје. Његова сина Петра свезали су и послали у блиски Бобовац, а самог Павла су убили Сандаљеви људи. Дубровачком посланику правдао је Сандаљ тај поступак тим, што је Павле, "издавао читав свет", и Дубровник и саму Босну. У чем је била његова кривица не да се поуздано утврдити; али слични прекори могли су бити упућени добром делу скупљене господе. Да је та погибија дала повода новим трзавицама разуме се само по себи.

### Завада између Сандаља и Павловића
Синови убијеног кнеза Павла, Петар и Радослав, тражили су заштите код Турака и оборили су се у првом реду на Сандаља као на очева крвника. У јесен 1415. упали су Турци поново у Босну, а посебно у Хум. Њихове помоћне чете водили су против Сандаља жупан Ђурађ и Стјепан Милорадовић, глава једне породице, која ће доцније постати једна од најпопуларнијих у Херцеговини. Према дубровачким извештајима Турци су овом приликом били и у вези са Хрвојем, који је хтео да помоћу њих постигне жељене успехе у Приморју, а потајно, можда, и да се свети Сандаљу. Али није дочекао резултат обрачуна. Умро је априла 1416, већ прилично остарео, после живота пуног активности и авантура. Да би учврстио свој положај краљ Остоја је узео његову удовицу Јелену, а пустио је своју, још живу, прву жену Кујаву. Хрвојев син Балша био је без икакве вредности и врло брзо је изгубио и очеве тековине и сваки значај међу босанском властелом.
Крвна завада између Сандаља и Павловића узела је била опасне размере. Чак су и сами Турци покушавали да посредују између њих, али узалуд. У борбама су огорчени Павловићи дуго имали више успеха, па су довели Сандаља у врло тежак положај. Као његов пријатељ имао је тешких дана и краљ Остоја. Он је једном приликом морао ноћу, кришом, да бежи са збора босанске господе, побојавши се да не буде везан и затворен. У лето 1417. писали су Дубровчани мађарском краљу како је Босна "у уобичајеној и великој неслози". Уплашен, а несталан какав је био, Остоја се потом обрнуо против Сандаља и заједно с Павловићима упао је у његову област.
Сандаљ је, притешњен, позвао у помоћ свог пасторка Балшу Балшића и признао је турску врховну власт, да би прекинуо њихово помагање противника. Тек у јесен 1418. спомиње се он поново као несумњив господар своје области.

### Сандаљев позив у помоћ
Године 1420. дошли су Турци поново у Босну, овога пута на позив Сандаљев. Њима, изгледа, није било много стало до тога кога ће помагати, него им је било главно да се могу мешати у босанске унутрашње ствари, и хватати тамо све дубљег корена. Очевидно је, да Сандаљ није могао сам изаћи на крај са својим противницима, међу којима се налазио и краљ. Овај тешки грађански рат, од кога је страдала земља на више страна, забрињавао је све добронамерне босанске суседе. Куда то све води? Ко ће од свега тога имати користи? Није требало бити пророк па видети јасно. Дубровчани, који су имали развијену свест о вишим интересима државне заједнице, узели су на себе, да пријатељски посредују код свих. Говорили су, наговарали, отварали очи. Али узалуд. После погибије војводе Петра Павловића, крајем марта 1420, Сандаљ је узео маха и није хтео да се заустави. Кад је провалио у Павловићево Конавље чак су му и Дубровчани дали помоћи да освоји тврди град Соко, у нади да ће им он уступити и ту половину.

## Смрт
Владавина Мехмеда I као султана поново уједињеног царства трајала је само осам година пре његове смрти, али он је такође био најмоћнији брат који се борио за престо и фактички владар већине царства током готово целог претходног периода од 11 година османског међувремена које је протекло између заробљеништва његовог оца у Анкари и његове коначне победе над братом Мусом Челебијем у бици код Чамурлуа.
Пре своје смрти, да би безбедно проследио престо сину Мурату II, Мехмед је ослепео свог нећака Орхана Челебија (сина Сулејмана) и одлучио послати своја два сина Јусуфа и Махмуда цару Манојлу II да их држи као таоце, надајући се како би осигурао континуирано старатељство над својим братом Мустафом.
Сахрањен је у Бурси, у маузолеју који је сам подигао у близини прослављене џамије коју је тамо саградио и која се због својих украса од зелених глазираних плочица назива Зелена џамија. Мехмед I је такође завршио још једну џамију у Бурси, коју је започео његов деда Мурат I, али која је била занемарена током владавине Бајазита. Мехмед је у близини своје Зелене џамије и маузолеја основао још две карактеристичне институције, једну школу и трпезарију за сиромашне, које је обдарио краљевском богатством.

## Породица
Супруге
- Емине Хатун
- Kумру Хатун

Мушка деца
- Мурат II
- Мустафа Челебија
- Касим Челебија
- Махмуд Челебија
- Јусуф Челебија
- Ахмед Челебија
- Орхан Челебија

Женска деца
- Селџук-султанија (1407 — 25. октобар 1485); ћерка Кумру-хатун. Удата 1425. године за Таџедин Исфендероглу Ибрахим-бега (умро 1443), са којим је имала ћерке Хатиџе(умрла 1502) и Хафизе(умрла 1493). Након његове смрти, преудата крајем 1443. године за Шехит Караџа-пашу (умро 1444), са којим је имала ћерку Хунди. Шехит Караџа-паша је пре ње био ожењен њеном сестром Хатиџе. Била је позната под надимком Велика тетка. Била је присталица Џем-султана.
- Инџу-султанија; најстарија кћи. Удата 1423. године за Назирудин Мехмед-бега, владара династије Караманида, који је био син Нефисе Мелек султаније. Имала је три сина.
- Султан-султанија (1406 — 1444); удата за Касим-бега (умро 1464), који се након њене смрти оженио султанијом Хафсом, ћерком њеног брата Мурата. Имала је сина и ћерку.
- Хатиџе-султанија (1408 — пре 1443); удата 1423. за Шехит Караџа-пашу. Након њене смрти, паша се оженио њеном сестром султанијом Селчук.
- Фатма-султанија (1409 — након 1427); удата 1423. године за Оруч-пашу (умро 1426). Након смрти првог супруга, преудата 1627. године за Аледин Али-бега. Имала је два сина.
- Хафса-султанија (1416 — 1445); најмлађа ћерка свог оца. Удата је за сина Џандарли Халил-паше, Махмуд-бега. Речено је да отишла у Меку да обави хаџ и да је тамо и умрла. Имала је четири сина (Али, Хасан, Хусејин, Мустафа), и ћерку Исфаханшах.
- Илалди-султанија (1412 — 1471); удата 1426. године за Караманоглу Ибрахим-бега (умро 1464), владара династије Караманида. Имала је шест синова, и речено је да њен супруг ниједног од њих није волео, јер су били османске крви. Након њене смрти, Бајазит II је добио ћерку којој је дао име Илалди у њену част.
- Шахзаде-султанија (рођена 1415); удата 1427. године за Синан-пашу (умро 1442).
- Ајше-султанија (1411 — 1469); удата 1426. године за Бенги Али-бега из Карамана. Имала је два сина.
- Ситишах-султанија (рођена 1413) ; удата 1427. године за Ису-бега (умро 1437).

## Породично стабло
|  |                   |  |  |  |  |  |  |  |  |  |  |  |  |  |  |  |
|  | 8. Орхан          |  |  |  |  |  |  |  |  |  |  |  |  |  |  |  |
|  |                   |  |  |  |  |  |  |  |  |  |  |  |  |  |  |  |
|  |                   |  |  |  |  |  |  |  |  |  |  |  |  |  |  |  |
|  | 4. Мурат I        |  |  |  |  |  |  |  |  |  |  |  |  |  |  |  |
|  |                   |  |  |  |  |  |  |  |  |  |  |  |  |  |  |  |
|  |                   |  |  |  |  |  |  |  |  |  |  |  |  |  |  |  |
|  | 9. Нилуфер Хатун  |  |  |  |  |  |  |  |  |  |  |  |  |  |  |  |
|  |                   |  |  |  |  |  |  |  |  |  |  |  |  |  |  |  |
|  |                   |  |  |  |  |  |  |  |  |  |  |  |  |  |  |  |
|  | 2. Бајазит I      |  |  |  |  |  |  |  |  |  |  |  |  |  |  |  |
|  |                   |  |  |  |  |  |  |  |  |  |  |  |  |  |  |  |
|  |                   |  |  |  |  |  |  |  |  |  |  |  |  |  |  |  |
|  | 5. Гулчичек Хатун |  |  |  |  |  |  |  |  |  |  |  |  |  |  |  |
|  |                   |  |  |  |  |  |  |  |  |  |  |  |  |  |  |  |
|  |                   |  |  |  |  |  |  |  |  |  |  |  |  |  |  |  |
|  | 1. Мехмед I       |  |  |  |  |  |  |  |  |  |  |  |  |  |  |  |
|  |                   |  |  |  |  |  |  |  |  |  |  |  |  |  |  |  |
|  |                   |  |  |  |  |  |  |  |  |  |  |  |  |  |  |  |
|  | 3. Девлет Хатун   |  |  |  |  |  |  |  |  |  |  |  |  |  |  |  |
|  |                   |  |  |  |  |  |  |  |  |  |  |  |  |  |  |  |
|  |                   |  |  |  |  |  |  |  |  |  |  |  |  |  |  |  |